# Phallodrilus biparis
Phallodrilus biparis är en ringmaskart. Phallodrilus biparis ingår i släktet Phallodrilus och familjen glattmaskar. Inga underarter finns listade i Catalogue of Life.